# Extreme E
Extreme E – międzynarodowa jednoklasowa seria wyścigów off-road (terenowych) zatwierdzona przez FIA. Stworzona przez założyciela Formuły E Alejandro Agaga i byłego kierowcę Gila de Ferrana. W zawodach wykorzystywane są elektryczne SUV-y do ścigania się w odległych częściach świata takich jak las deszczowy Amazonii, wybrzeże Senegalu czy Arktyka. Sezon będzie składał się z 5 wyścigów. Wszystkie lokalizacje X-Prix są wybierane w celu podniesienia świadomości na temat niektórych aspektów zmian klimatycznych. Miejsca, do których wyruszą zawodnicy są najbardziej zaniedbanymi ekologicznie lokacjami świata, którym jednak nie brakuje uroku. Extreme E prowadzi „Program Legacy”, który ma na celu zapewnienie wsparcia społecznego i środowiskowego dla tych miejsc. Seria promuje również równość płci w sporcie motorowym, nakazując, aby wszystkie zespoły składały się z kobiety i mężczyzny w roli kierowców z takimi samymi zadaniami. Pierwszy sezon rozpoczął się 3 kwietnia 2021 roku w Al-Ula leżącym na terenach Arabii Saudyjskiej od Pustynnego X-Prix, a zakończy się 19 grudnia podczas Jurajskiego X-Prix w Dorset, w Wielkiej Brytanii. W Extreme E startuje 9 zespołów z 4 krajów i 18 kierowców 7 narodowości.

## Zmiany w kalendarzu
Głównie  przez pandemię Covid-19 zaszło kilka zmian w pierwotnym kalendarzu. Wstępny harmonogram wyścigów został ogłoszony 17 grudnia 2019 r., początek sezonu miał nastąpić w styczniu 2021 imprezą w Senegalu.  Jednak z powodu opóźnień spowodowanych pandemią COVID-19 początek sezonu przesunięto na wiosnę tego samego roku. Górskie X-Prix miało odbywać się w Nepalu, jednak odwołano to wydarzenie jeszcze przed rozpoczęciem zmagań i zastąpione je Lodowcowym X-Prix w Argentynie. 11 czerwca 2021 oba wydarzenia w Ameryce Południowej – planowane w Ushuaia (Argentyna) i Santarém (Brazylia) – zostały odwołane przez dyrektora generalnego mistrzostw Alejandro Agaga. Wyspiarskie X-Prix na Sardynii zostało ogłoszone jako pierwszy wyścig zastępczy pod koniec lipca. Jurajskie X-Prix, które ma się odbyć w Dorset, zostało ujawnione w październiku jako finał nowego sezonu.

## Format sportowy
Zawody rozgrywane są podczas dwóch dni. Pierwszego odbywają się dwustopniowe kwalifikacje w formie prób czasowych. Natomiast drugiego „shoot out”, półfinał, „crazy race” oraz finał. W każdej sesji samochód musi pokonać dwa okrążenia toru, a każdy członek zespołu musi przejechać jedno z nich.
Trzy najszybsze załogi z kwalifikacji przechodzą do półfinału. Kolejna trójka do „crazy race”, a reszta ekip do „shoot out”. 
Do finału awansują dwa najlepsze zespoły z półfinału i jedna, najlepsza drużyna z „crazy race”. 
W finale biorą udział 3 zespoły, które walczą o miejsca na podium. 
Zawodnicy, którzy odpadli podczas kwalifikacji biorą udział w wyścigu „shoot out”, który jest swoistym wyścigiem pocieszenia, który pozwala zdobyć pewną liczbę punktów do klasyfikacji generalnej.
Podczas wyścigów można użyć jednego doładowania Hyper Drive na okrążenie, co zapewnia dodatkową moc na cztery sekundy.

## Punktacja
| Pozycja | 1  | 2  | 3  | 4  | 5  | 6  | 7 | 8 | 9 |
| Punkty  | 25 | 19 | 18 | 15 | 12 | 10 | 8 | 6 | 4 |

Oprócz punktów z wyścigów zespoły są nagradzane także za rezultaty kwalifikacji:
| Pozycja z kwalifikacji | 1  | 2  | 3  | 4 | 5 | 6 | 7 | 8 | 9 |
| Punkty                 | 12 | 11 | 10 | 9 | 8 | 7 | 6 | 5 | 4 |

## Pojazd
Elektryczny SUV Spark Odyssey 21 został zaprezentowany jako pojazd wyścigowy serii na Goodwood Festival of Speed w dniu 5 lipca 2019. Pojazd jest produkowany przez Spark Racing Technology, konstruktorów samochodów Formuły E, z akumulatorem wyprodukowanym przez Williams Advanced Engineering (Williams Racing). Opony do samochodów dostarcza niemiecka firma Continental. Auto waży 1.650 kg, maksymalny moment obrotowy to 920 nm, jest w stanie rozpędzić się od 0 do 100 km na godzinę w 4,5 sekundy przy mocy 400 kW (540 KM).  

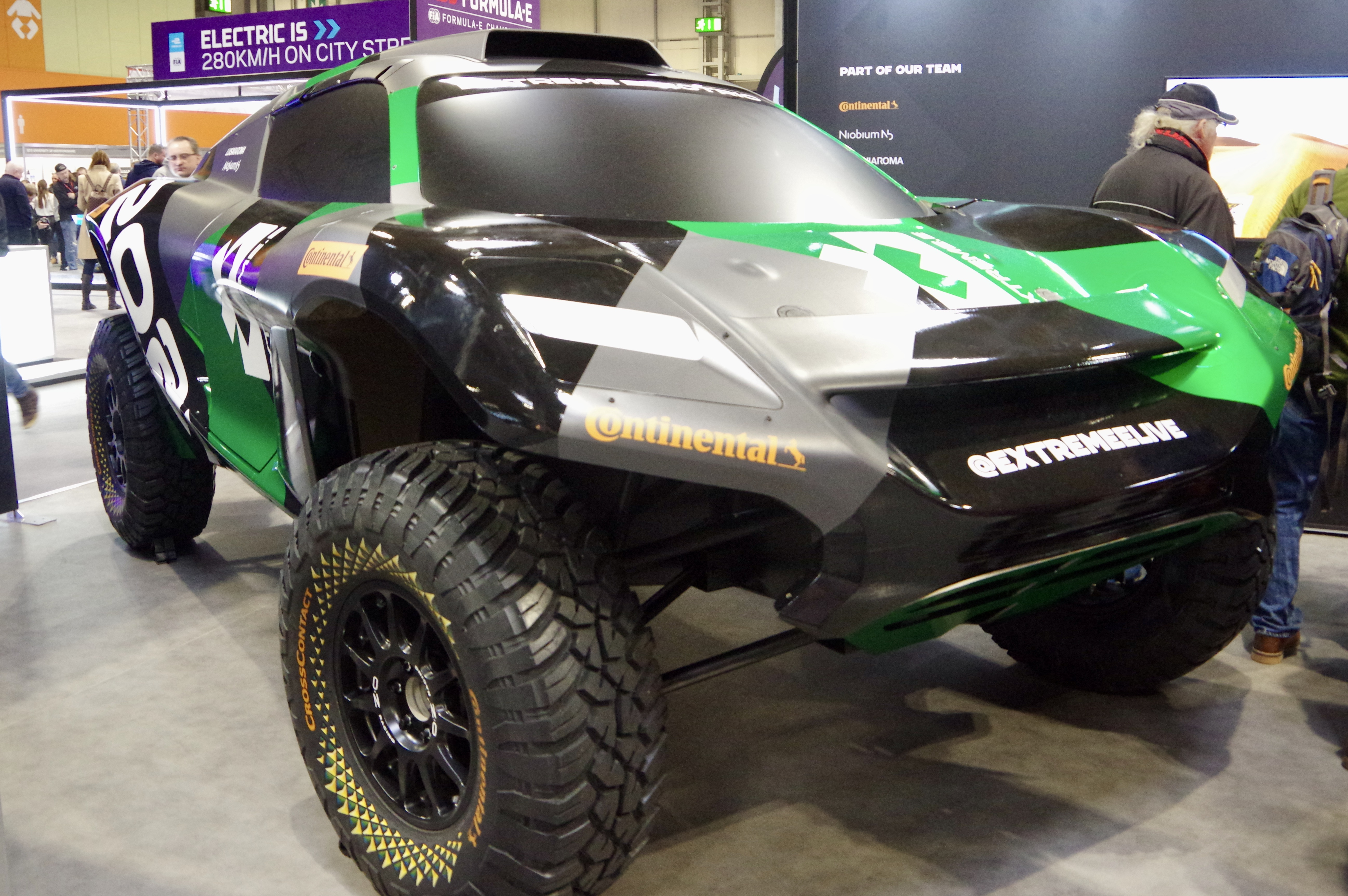
SUV Spark Odyssey 21 zaprezentowany na GoodWood Festival of Speed

## Formuła 1 w Extreme E
W projekt Extreme E zaangażowało się trzech byłych mistrzów świata Formuły 1, którzy wystawili w zmaganiach swoje własne ekipy. Mowa tu o Lewisie Hamiltonie, Nico Rosbergu i Jensonie Buttonie. Ten ostatni startuje również jako zawodnik w swoim własnym zespole pod nazwą JBXE, natomiast załoga Hamiltona to X44. Nazwa zespołu pochodzi od numeru startowego Brytyjczyka w Formule 1. Nico Rosberg zarządza Rosberg X Racing. Kolejnym nawiązaniem do królowej motorsportu jest to, że akumulatory dostarcza Williams, czyli legendarna ekipa Formuły 1.

## Transmisje
Aurora Media Worldwide i North One Television zostały wybrane na nadawców głównych, produkujących relacje z wyścigów na żywo i uzupełniający serial dokumentalny, łączący historie sportowe i naukowe. 
W Polsce wyłączne prawa do transmisji telewizyjnej od pierwszego sezonu ma Eurosport. Jednak serie również można oglądać całkowicie bez opłat w języku angielskim na oficjalnym kanale Extreme E na YouTube.